# Trischistoma longicauda
Trischistoma longicauda är en rundmaskart som beskrevs av Rham. Trischistoma longicauda ingår i släktet Trischistoma och familjen Tripylidae. Inga underarter finns listade i Catalogue of Life.